# Athletiko Politistico Somateios Parnassos Strovolos
L'Athletiko Politistico Somateios Parnassos Strovolos (in greco Αθλητικό Πολιτιστικό Σωματείο Παρνασσός Στροβόλου), conosciuto semplicemente come Parnassos Strovolos, è una società polisportiva cipriota con sede a Strovolos.

## Storia
La polisportiva è stata fondata nel 1957. La squadra di calcio a 5 è la sezione che ha ottenuto maggiori successi, vincendo due edizioni della massima serie nazionale (2006 e 2008) oltre a una coppa di Cipro e una supercoppa nazionale. Nelle competizioni continentali il Parnassos non è mai andato oltre il turno preliminare di Coppa UEFA: nell'edizione 2006-07 è rimasto fuori dal tabellone principale a favore del Nafta Mazeikiai mentre nel 2009 a favore del Roubaix Futsal solo per differenza reti.

## Rosa 2008/2009
| N. |                  | Ruolo | Calciatore                |
| -- | ---------------- | ----- | ------------------------- |
| 1  | Cipro (bandiera) | G     | Christakis Antoniou       |
| 3  | Cipro (bandiera) | G     | Angelos Sakkas            |
| 4  | Cipro (bandiera) | G     | Giorgos Georgiou          |
| 5  | Cipro (bandiera) | G     | Marios Stilianou          |
| 6  | Cipro (bandiera) | G     | Loizos Lefkaritis         |
| 7  | Cipro (bandiera) | G     | Achilleas Achilleos       |
| 8  | Cipro (bandiera) | G     | Chrysostomos Chrysostomou |

| N. |                     | Ruolo | Calciatore            |
| -- | ------------------- | ----- | --------------------- |
| 9  | Moldavia (bandiera) | G     | Sergiu Tacot          |
| 10 | Cipro (bandiera)    | G     | Charalambos Demetriou |
| 11 | Cipro (bandiera)    | G     | Raffi Yazmadjian      |
| 12 | Moldavia (bandiera) | G     | Oleg Hilotii          |
| 13 | Cipro (bandiera)    | G     | Andreas Theodorou     |
| 14 | Cipro (bandiera)    | G     | Costas Poliviou       |
| 20 | Cipro (bandiera)    | G     | Georgios Iacovou      |

## Palmarès
- Campionati di Cipro: 2
2005-06, 2007-08
- Coppa di Cipro: 1
2005-06
- Supercoppa di Cipro: 1
2006